# 多叶隐子草
多叶隐子草（学名：Cleistogenes polyphylla），为禾本科隐子草属下的一个植物种。种加词 polyphylla 意为“多片叶子的”。